# 國家安全會議 (中華民國)
國家安全會議，簡稱國安會，是中華民國總統決定國防、外交、兩岸關係及國家重大變故等國家安全有關之大政方針之諮詢機關，1951年設立、1993年法制化，直屬總統，會議主席為總統，另設秘書長為首長，下設國家安全局。

## 沿革
1936年7月13日，中國國民黨第五屆中央執行委員會第二次全體會議（五屆二中全會）通過組織國防會議。1936年7月15日，国防会议成立，國民政府軍事委員會委員長蔣中正兼任议长。
1952年，總統蔣中正發布總統令，成立國防會議，當時主要任務為策劃政治、經濟、心理、軍事之國家戰略及審議國防政策與國家總動員等事項。1966年，第一屆國民大會第四次會議修正《動員戡亂時期臨時條款》，第4項授權總統「得設置動員戡亂機構，決定動員戡亂有關大政方針，並處理戰地政務」。1967年2月1日，總統令，依據《動員戡亂時期臨時條款》第4項，裁撤國防會議，制定公布《動員戡亂時期國家安全會議組織綱要》。
1967年2月16日，動員戡亂時期國家安全會議成立，下設國家建設計畫委員會、戰地政務委員會、科學發展指導委員會、國家總動員委員會、國家安全局、秘書處等機關。1967年3月31日，行政院經濟動員計劃委員會裁撤，歸併國家總動員委員會。1972年，為精簡組織，國家總動員委員會與戰地政務委員會裁撤，國家建設計畫委員會改為國家建設研究委員會。
1991年制定的《中華民國憲法增修條文》第9條規定：「總統為決定國家安全有關大政方針，得設國家安全會議及所屬國家安全局，其組織以法律定之。」1991年6月30日，國家建設研究委員會與科學發展指導委員會裁撤。
1993年12月30日，總統令公布《國家安全會議組織法》，國家安全會議完成法制化。
1994年7月28日修正之《中華民國憲法增修條文》，將原設置國家安全會議之條文由第9條改列於第2條第5項。1997年修正之《中華民國憲法增修條文》，將原第2條第5項改列於同條第4項。
2003年6月25日總統令修正公布之《國家安全會議組織法》規定，國家安全會議為「總統決定國家安全有關之大政方針之諮詢機關」，國家安全係指「國防、外交、兩岸關係及國家重大變故之相關事項」（第二條）；並規定總統為國家安全會議主席（第三條），出席人員為副總統、行政院院長、行政院副院長、內政部部長、外交部部長、國防部部長、財政部部長、經濟部部長、大陸委員會主任委員、參謀總長、國安會秘書長、國家安全局局長（第四條）。並規定，國家安全會議秘書長由總統特任，依據國家安全會議之決議處理會務，並指揮、監督所屬職員（第六條）；並有一到三位中將或簡任第十四職等的副秘書長襄助秘書長處理會務（第七條），並有五到七位諮詢委員（第九條）。

## 歷任秘書長
國家安全會議的主席是總統，但首長是國家安全會議秘書長。
| 任次                         | 肖像 | 姓名   | 任期時間                     | 背景                           | 政黨               | 總統                   |
| ---------------------------- | ---- | ------ | ---------------------------- | ------------------------------ | ------------------ | ---------------------- |
| 國防會議時期                 |      |        |                              |                                |                    |                        |
| 1                            |      | 郭寄嶠 | 1951年2月20日－1954年5月26日 | 陸軍二級上將 國防部部長兼任    | 中國國民黨         | 蔣中正                 |
| 2                            |      | 周至柔 | 1954年7月1日－1957年8月8日   | 空軍一級上將                   | 中國國民黨         | 蔣中正                 |
| 3                            |      | 張羣   | 1957年8月8日－1959年6月29日  | 地方、中央政務官               | 中國國民黨         | 蔣中正                 |
| 4                            |      | 顧祝同 | 1959年6月29日－1967年2月1日  | 陸軍一級上將                   | 中國國民黨         | 蔣中正                 |
| 動員戡亂時期國家安全會議時期 |      |        |                              |                                |                    |                        |
| 1                            |      | 黃少谷 | 1967年2月26日－1979年6月19日 | 陸軍中將                       | 中國國民黨         | 蔣中正、嚴家淦、蔣經國 |
| 2                            |      | 沈昌煥 | 1979年6月20日－1984年5月27日 | 外交官                         | 中國國民黨         | 蔣經國                 |
| 3                            |      | 汪道淵 | 1984年5月28日－1986年6月17日 | 軍法官                         | 中國國民黨         | 蔣經國                 |
| 4                            |      | 蔣緯國 | 1986年6月18日－1993年2月28日 | 陸軍二級上將                   | 中國國民黨         | 蔣經國、李登輝         |
| 國家安全會議時期             |      |        |                              |                                |                    |                        |
| 1                            |      | 施啟揚 | 1993年3月1日－1994年8月31日  | 法學家                         | 中國國民黨         | 李登輝                 |
| 2                            |      | 丁懋時 | 1994年9月1日－1999年1月31日  | 外交官                         | 中國國民黨         | 李登輝                 |
| 3                            |      | 殷宗文 | 1999年2月1日－2000年5月19日  | 陸軍二級上將                   | 中國國民黨         | 李登輝                 |
| 4                            |      | 莊銘耀 | 2000年5月20日—2001年8月15日  | 海軍二級上將                   | 中國國民黨         | 陳水扁                 |
| 5                            |      | 丁渝洲 | 2001年8月16日－2002年3月6日  | 陸軍二級上將                   | 無黨籍             | 陳水扁                 |
| 6                            |      | 邱義仁 | 2002年3月7日－2003年2月4日   | 政黨幹部                       | 民主進步黨         | 陳水扁                 |
| 7                            |      | 康寧祥 | 2003年2月5日－2004年5月19日  | 前立法委員                     | 民主進步黨         | 陳水扁                 |
| 8                            |      | 邱義仁 | 2004年5月20日－2007年2月5日  | 再任                           | 民主進步黨         | 陳水扁                 |
| 9                            |      | 陳唐山 | 2007年2月6日－2008年3月26日  | 地方、中央政務官               | 民主進步黨         | 陳水扁                 |
| 代理                         |      | 陳忠信 | 2008年3月27日－2008年5月19日 | 前立法委員                     | 民主進步黨         | 陳水扁                 |
| 10                           |      | 蘇起   | 2008年5月20日－2010年2月22日 | 政治學學者                     | 中國國民黨         | 馬英九                 |
| 11                           |      | 胡為真 | 2010年2月23日－2012年10月7日 | 外交官                         | 中國國民黨         | 馬英九                 |
| 12                           |      | 袁健生 | 2012年10月8日－2014年3月24日 | 外交官                         | 中國國民黨         | 馬英九                 |
| 13                           |      | 金溥聰 | 2014年3月25日－2015年2月11日 | 政黨幹部、傳播學學者           | 中國國民黨         | 馬英九                 |
| 14                           |      | 高華柱 | 2015年2月12日－2016年5月19日 | 陸軍二級上將                   | 中國國民黨         | 馬英九                 |
| 15                           |      | 吳釗燮 | 2016年5月20日－2017年5月21日 | 政黨幹部、國際政治學學者       | 民主進步黨         | 蔡英文                 |
| 代理                         |      | 陳俊麟 | 2017年5月22日－2017年5月23日 | 副秘書長代理                   | 民主進步黨         | 蔡英文                 |
| 16                           |      | 嚴德發 | 2017年5月24日－2018年2月25日 | 陸軍二級上將                   | 無黨籍             | 蔡英文                 |
| 17                           |      | 李大維 | 2018年2月26日－2020年5月19日 | 外交官                         | 中國國民黨（停權） | 蔡英文                 |
| 18                           |      | 顧立雄 | 2020年5月20日－2024年5月19日 | 執業律師、中央政務官           | 民主進步黨         | 蔡英文                 |
| 19                           |      | 吳釗燮 | 2024年5月20日－現任          | 政黨幹部、國際政治學學者，再任 | 民主進步黨         | 賴清德                 |

## 組織架構
- 主席一人：總統兼任
- 秘書長一人：特任
- 副秘書長一至三人：職務比照簡任第十四職等
- 諮詢委員五至七人：特聘
- 會議出席人員：
  - 總統
  - 副總統
  - 行政院院長、行政院副院長、內政部部長、外交部部長、國防部部長、財政部部長、經濟部部長、陸委會主委、參謀總長
  - 國安會秘書長、國安局局長
  - 其他總統指定相關人員。

### 秘書處
- 處長1人（中將或簡任第十三職等至第十四職等）
  - 副處長1人（中將、少將或簡任第十二職至十三職等）
    - 組長3人（中將、少將或簡任第十一職等至第十三職等）
    - 秘書4人（少將、上校或簡任第十職等至第十二職等）
    - 研究員5-7人（少將、上校或簡任第十職等至第十二職等）
    - 副組長3人（少將或簡任第十一職等）（其中一人由簡任研究員兼任）
    - 專門委員4人（少將、上校或簡任第十職等至第十一職等）
    - 副研究員5-7人（少將、上校或簡任第十職等至第十一職等）
      - 科長6人（上校、中校或薦任第九職等）
      - 助理研究員5-7人（中校或薦任第八職等至第九職等）
      - 專員8人（中校、少校或薦任第七職等至第九職等）
      - 分析師1人（中校、少校或薦任第七職等至第九職等）
      - 設計師1人（中校、少校、上尉或薦任第六職等至第八職等）
      - 研究助理5-7人（少校、上尉、中尉或委任第五職等或薦任第六職等至第七職等）
      - 科員10人（少校、上尉、中尉或委任第五職等或薦任第六職等至第七職等）
      - 助理設計師1人（少校、上尉、中尉或委任第五職等或薦任第六職等至第七職等）
        - 佐理員2人（中尉、少尉或委任第四職等至第五職等）（內1人得列上尉或薦任第六職等）
        - 辦事員7人（中尉、少尉、上士或委任第三職等至第五職等）
        - 書記2人（上士、中士、下士或委任第一職等至第三職等）

- 人事室主任：簡任第十職等至第十一職等
- 會計室主任：簡任第十職等至第十一職等
- 政風室主任：簡任第十職等至第十一職等

附屬單位
- 國家安全局

## 諮詢委員（現任4名）
- 黃曙光：曾任海軍司令、參謀總長
- 傅棟成：曾任大陸委員會副主任委員、海峽交流基金會副董事長
- 黃重諺：曾任總統府發言人、總統府特任副秘書長。
- 李育：曾任國家科學及技術委員會辦公室副執行秘書、行政院科技會報辦公室副執行秘書、中央研究院資訊科技創新研究中心研究員

### 引用
1. ↑  . 國家安全會議.   [2024-09-01]. （原始内容存档于2019-06-25）.
2. ↑  《中華民國憲法增修條文》
3. ↑  《國家安全會議組織法》
4. ↑  《國家安全會議處務規程》